# Morceaux de salon, Op. 10
Morceaux de salon, Op. 10 (in russo Салонные пьесы?) è una raccolta di sette pezzi per pianoforte di Sergej Vasil'evič Rachmaninov.

## Storia della composizione
I sette Morceaux de salon furono composti da Rachmaninov tra dicembre 1893 e gennaio 1894. Quattro di essi furono eseguiti per la prima volta dal compositore stesso a Mosca il 31 gennaio 1894. Rachmaninov dedicò l'opera a Paul Pabst, professore di pianoforte al conservatorio di Mosca.

## Struttura della composizione
I sette brani che compongono la raccolta sono i seguenti:
1. Notturno, in la minore (Andante espressivo);
2. Valse, in la maggiore (Allegro assai);
3. Barcarolle, in sol minore (Moderato);
4. Mélodie, in mi minore (Allegretto);
5. Humoresque, in sol maggiore (Allegro vivace), revisionato nel 1940;
6. Romance, in fa minore (Andante doloroso);
7. Mazurka, in re bemolle maggiore (Tempo di Mazurka).